# Alain Mimoun
Alain Mimoun, nacido Ali Mimoun Ould Kacha (El Telagh, 1 de enero de 1921-Champigny-sur-Marne, 27 de junio de 2013) fue un campeón olímpico francés de maratón.

## Biografía
Nacido en El Telagh, Argelia, Mimoun perdió varios años de competición por la Segunda Guerra Mundial. Después de la guerra, fue varias veces campeón francés en los 5.000 m y 10 000 m. Ganó en cuatro ocasiones el Cross de las Naciones (1949, 1952, 1954 y 1956), siendo uno de los atletas que ostentan el récord de triunfos en esta competición internacional.
Su camino hacia una medalla de oro olímpica fue obstaculizado en 1948 y 1952 por el campeón checo Emil Zátopek. Mimoun ganó la medalla de plata en los 10 000 metros en 1948 y 1952 así como otra medalla de plata en los 5.000 m en 1952.
Zátopek y Mimoun, aunque rivales, eran grandes amigos. Compitieron entre ellos por un tiempo de final en las Olimpiadas de Melbourne en 1956. Mimoun, 35 años, y Zátopek, 34 años, se vieron como campeones en su declive. Ambos compitieron en la maratón, un acontecimiento donde los corredores como máximo estaban en los treinta años.
El día de la maratón fue un día extremadamente caluroso en Melbourne. Zátopek, que había tenido una operación de hernia hacía 6 semanas, sufrió el calor pero Mimoun pareció cobrar vida a medida que las temperaturas alcanzaban los 36 grados Celsius. Mimoun ganó el evento. Además, Mimoun se había convertido en padre esa mañana. Su hija fue llamada Olympia.
En la línea de meta, esperó a su amigo que quedó en sexta posición. Zátopek fue aturdido por las temperaturas. Miró a Mimoun que dijo, "Emil, ¿por qué no me felicitas? Soy el campeón olímpico." Mimoun y Zátopek entonces se abrazaron. Mimoun dijo que este momento fue más valioso que su medalla de oro.
Mimoun continuó compitiendo después de Melbourne. Formó parte del equipo francés en las Juegos Olímpicos de Roma 1960. Mimoun ganó su último campeonato nacional en 1966, veinte años después de su debut. Posee varias plusmarcas de Francia en las categoría de veteranos (+40, +45 y +50 años). En 2002 a los 81 años de edad aún recorría una quincena de kilómetros diarios.
Falleció el 27 de junio de 2013, a los 92 años.

## Honores
Era un héroe nacional en Francia con más de treinta gimnasios y estadios en Bugeat nombrados en su honor.